# DIAC

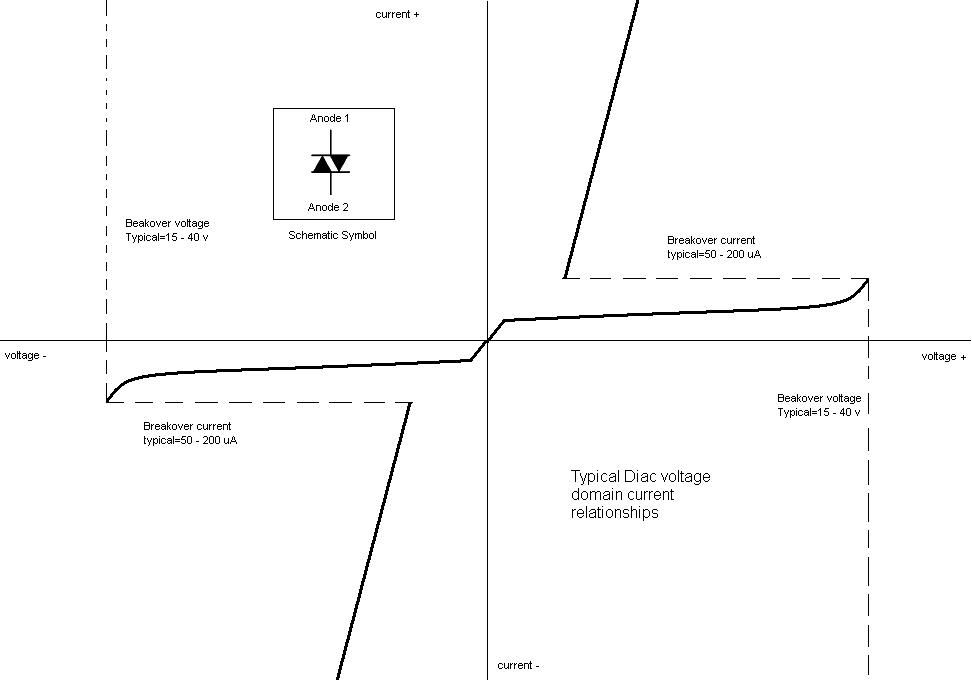
Diagramma (V-A) del comportamento di un Diac

Circuito equivalente di un Diac

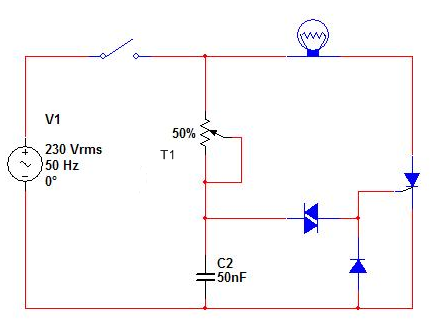
Esempio di applicazione di un Diac in un dimmer

Il DIAC (dall'inglese: diode for alternating current: diodo per corrente alternata) è un dispositivo a semiconduttore ed è utilizzato solitamente per innescare il gate di un Triac o un SCR. In pratica altro non è che un Triac privato del terminale di gate. In fig. 1 il simbolo circuitale del Diac.
Dal punto di vista funzionale può essere pensato, in prima approssimazione, come l'accoppiamento di due diodi Zener in antiserie oppure anche come uno scaricatore a gas. Il Diac presenta elevata impedenza fino ad un valore soglia di differenza di potenziale (definito breakover) oltre il quale l'impedenza crolla, permettendo un elevato flusso di corrente. In questo differisce dal modello a due diodi Zener in antiparallelo che non presentano il crollo dell'impedenza caratteristico del Diac. A differenza dei normali diodi, il Diac non è polarizzato, ovvero è bidirezionale. La curva caratteristica è simile, oltre a quella del già citato scaricatore a gas, a quelle del Trisil e del diodo Sidac.
Un esempio di applicazione del Diac è un semplice schema di principio di un dimmer per regolare l'intensità luminosa di una lampadina mediante un potenziometro. Nello schema elettrico viene usato un SCR che conduce la corrente in un solo senso: in questo modo la massima luminosità ottenibile spostando il cursore del potenziometro T1 verso l'alto è circa il 50% del valore disponibile dall'alimentazione. Nell'esempio l'SCR conduce la corrente solo durante le semionde positive tra anodo e catodo dell'SCR. La sostituzione dell'SCR con un triac e l'eliminazione del diodo tra gate e catodo dell'SCR permettono un range di regolazione da 0% a circa 100% della tensione di alimentazione.
Il circuito funzionerebbe anche se il Diac fosse sostituito da un cortocircuito, ma il suo comportamento risulterebbe meno stabile e preciso nella regolazione, oltre ad affaticare inutilmente il dispositivo di potenza (SCR nell'esempio, ma triac nell'uso comune). Il dispositivo è meno "stressato" se l'impulso di corrente sul gate è sufficientemente potente e deciso nel portarlo in conduzione e questo può essere ottenuto solo con il Diac.